# Denisse Dibós
María Denisse Dibós Silva (Lima, 15 de abril de 1967) es una actriz, guionista, directora, productora de teatro, bailarina y profesora de música peruana. Dirige Preludio Asociación Cultural, con la cual ha presentado varios musicales, incluidos Jesucristo Superstar, Cabaret, El musical 2010 y Amor sin barreras (West side story). En 2012 produjo Chicago; y el año siguiente, la adaptación peruana de The Boy From Oz.

## Primeros años
Denisse es la hija menor del matrimonio del exalcalde de Lima Eduardo Dibós Chappuis y Betty Silva Block, y nieta del también exalcalde de Lima Eduardo Dibós Dammert. Estudió en el Colegio Santa Úrsula, ubicado en el distrito limeño de San Isidro.

## Carrera
A los 17 años, siendo alumna de las clases de ballet de Lucy Telge Luna, fue convocada para formar parte del elenco de Luces de Broadway, musical dirigido por Hernán Toledo en el Real Teatro de San Isidro.
Denisse estudió para ser concertista de piano en California, Estados Unidos durante 8 años. Estudió la carrera de Música en la Universidad Estatal de California y luego realizó una maestría en Música en la Universidad del Sur de California, Estados Unidos.
Denisse se preparó para ser pianista, pero una lesión en la mano le hizo cambiar el rumbo de su carrera hacia la actuación. De regreso a Lima, trabajó en el colegio Santa Úrsula como maestra de música. También siguió cursos de actuación con Roberto Ángeles y Alberto Ísola.
Fundó la compañía teatral Preludio Asociación Cultural en 1997. El primer musical en producir fue La novicia rebelde presentado en el Teatro Peruano Japonés, que también protagonizó interpretando a María von Trapp. Sus siguientes obras fueron A Chorus Line en el Teatro Montecarlo y Dorothy Meets Alice en el local de Preludio. En televisión, actuó en las telenovelas Apocalipsis, Girasoles para Lucía y Cazando a un millonario.
Entre 2003 y 2005 produjo Charlie y la fábrica de chocolates, Ángeles, Enrique V, Sacco y Vanzetti y La corporación. En este último también interpretó varios personajes.
En 2006 actuó en la serie Esta sociedad de América Televisión, y produjo el musical Jesucristo Superstar en el Teatro Segura. El año siguiente produjo El jardín secreto, y en 2008 formó parte de la segunda temporada de Esta sociedad y participó en la película Dioses de Josué Méndez.
Dibós también laboró como docente de la Facultad de Ciencias y Artes de la Comunicación de la Universidad Católica y del Teatro de la Universidad Católica (TUC).
En 2008 produjo Don Quijote de la Mancha, el musical, y laboró como directora musical en Una gran comedia romana, que repitió temporada el año siguiente.
Dibós consiguió los derechos y permisos para realizar el musical Cabaret a fines de 2008. El musical se estrenó en mayo de 2009 protagonizado por la actriz Gisela Ponce de León en el Teatro Segura y en la reposición por Rossana Fernández-Maldonado en el Teatro Marsano, donde Dibós también actuó en el papel de Fraulein Kost.
Dibós produjo y actuó en El musical 2010 en el Teatro Segura. Seguidamente, laboró como directora musical en La jaula de las locas y participó en Los monólogos de la vagina, presentado en una única función.
En junio de 2011, produjo el musical Amor sin barreras (West side story) presentado en el Teatro Municipal de Lima, que fue protagonizado por los actores Rossana Fernández-Maldonado y Marco Zunino. También presentó el concierto "La fiesta de la música", producido por el Patronato Nacional de la Música, la Embajada de Francia y la Alianza Francesa.
En diciembre de 2011, Denisse y el productor Carlos Arana anunciaron la realización en Lima de la primera adaptación en español del musical The Boy From Oz, con Zunino en el rol principal.
En 2012 produjo el musical Chicago, dirigido por Mateo Chiarella Viale en el cual Dibós también interpretó el papel de Roxie Hart, junto a Marco Zunino y Tati Alcántara, presentado primero en el Teatro Municipal de Lima y luego en el Teatro Marsano. El mismo año, participó como Directora de la escuela de talentos del reality de canto Operación triunfo. Seguidamente concursó en el reality show de baile El gran show conducido por Gisela Valcárcel, donde obtuvo el segundo puesto tras tres meses de competencia.
En mayo de 2013, se estrenó en Lima el musical El Chico de Oz en el Teatro Municipal de Lima, producido por Dibós donde también interpretó a Marion Woolnouhg.
Dibós integró el jurado de Pequeños gigantes e ingresó a la serie Al fondo hay sitio. Para 2014 produjo el musical Sweet Charity.
En 2024 consideró invertir en la obra Dear Evan Hansen pero optó por rechazar debido a la recesión económica en el país.
En el año 2025 se estrenará la película "No te mueras por mí", donde interpreta a Carolina, la madre de Cristobal. 

## Vida personal
En marzo de 2011, A la edad de los 43 años dio a luz a su primera y única hija de nombre Paloma, fruto de su relación con el economista Gabriel Ortiz de Zevallos.

## Trabajos en teatro
| Año       | Título                               | Acreditada como         | Acreditada como                    | Acreditada como | Acreditada como        |
| Año       | Título                               | Productora ("Preludio") | Directora musical [cita requerida] | Actriz          | Rol                    |
| --------- | ------------------------------------ | ----------------------- | ---------------------------------- | --------------- | ---------------------- |
| 1985      | Luces de Broadway                    |                         |                                    | ✔               | Varios roles           |
| 1997      | La novicia rebelde                   | ✔                       |                                    | ✔               | María von Trapp        |
| 1999      | A Chorus Line                        | ✔                       | ✔                                  | ✔               | Cassie Ferguson        |
| 2000      | El musical                           | ✔                       | ✔                                  | ✔               | Varios roles           |
| 2001      | Macbeth                              |                         |                                    | ✔               | Bruja                  |
| 2001–2002 | El mago del país de las maravillas   | ✔                       |                                    |                 |                        |
| 2002      | La bahía de Niza                     | ✔                       |                                    | ✔               | Sofia Yepileva         |
| 2002      | La vaca, la capa y la zapatilla      | ✔                       | ✔                                  |                 |                        |
| 2003      | Gorditas en la calle                 |                         |                                    | ✔               | Martina                |
| 2003      | Charlie y la fábrica de chocolates   | ✔                       |                                    |                 |                        |
| 2003      | Ángeles                              | ✔                       | ✔                                  | ✔               | Uriel/Aniel            |
| 2004      | El Principito                        | ✔                       | ✔                                  |                 |                        |
| 2005      | Enrique V                            | ✔                       |                                    |                 |                        |
| 2005      | Charlie y la fábrica de chocolates   | ✔                       |                                    |                 |                        |
| 2005      | Sacco y Vanzetti                     | ✔                       |                                    |                 |                        |
| 2005      | La corporación                       | ✔                       |                                    | ✔               | Varios roles           |
| 2006      | Jesucristo Superstar                 | ✔                       | ✔                                  |                 |                        |
| 2007      | El jardín secreto                    | ✔                       | ✔                                  |                 |                        |
| 2008      | Don Quijote de la Mancha, el musical | ✔                       | ✔                                  |                 |                        |
| 2008–2009 | Una gran comedia romana              |                         | ✔                                  |                 |                        |
| 2009      | El Principito                        | ✔                       | ✔                                  |                 |                        |
| 2009      | Cabaret                              | ✔                       | ✔                                  | ✔               | Fraulein Kost          |
| 2010      | El musical 2010                      | ✔                       | ✔                                  | ✔               | Varios roles           |
| 2010      | La jaula de las locas                |                         | ✔                                  |                 |                        |
| 2010      | Los monólogos de la vagina           |                         |                                    | ✔               | Intérprete             |
| 2011      | Amor sin barreras (West side story)  | ✔                       | ✔                                  |                 |                        |
| 2012      | Chicago                              | ✔                       |                                    | ✔               | Roxie Hart             |
| 2013      | El Chico de Oz                       | ✔                       | ✔                                  | ✔               | Marion Woolnouhg       |
| 2013      | Mimí y el monstruo de la noche       | ✔                       |                                    |                 |                        |
| 2014      | Sweet Charity                        | ✔                       |                                    | ✔               | Charity Hope Valentine |

## Filmografía
| Televisión | Televisión                            | Televisión                          | Televisión               |
| Año        | Título                                | Rol                                 | Notas                    |
| ---------- | ------------------------------------- | ----------------------------------- | ------------------------ |
| 1999       | Apocalipsis                           | Miranda                             | Rol principal            |
| 1999       | Girasoles para Lucía                  | Sabrina Di Fernese                  |                          |
| 2001       | Cazando a un millonario               | Carolina Chávez                     |                          |
| 2004       | Eva del Edén                          | Esposa del vendedor de esclavos     | Actriz invitada          |
| 2006       | Esta sociedad                         | Graciela de Rodríguez-Ugarteche     |                          |
| 2008       | Esta sociedad 2                       | Graciela de Rodríguez-Ugarteche     |                          |
| 2009       | El show de los sueños: reyes del show | Juez invitada                       | 1 episodio               |
| 2012       | Operación triunfo                     | Ella misma                          | Directora de la Academia |
| 2012       | El gran show                          | Concursante                         | 2° puesto                |
| 2013       | Pequeños gigantes                     | Juez                                |                          |
| 2013       | Al fondo hay sitio                    | Anita Miller                        |                          |
| 2016       | Valiente amor                         | Sra. Diana Mendizábal Almeida       | Villana invitada         |
| 2017       | De vuelta al barrio                   | Úrsula Banchero                     |                          |
| 2018       | Te volveré a encontrar                | Rosa María Ferrara vda. de Valdemar | Rol principal            |
| 2019       | El artista del año                    | Juez                                |                          |
| 2021       | Atrapados: Divorcio en cuarentena     | Greta Perazzo                       | Invitada                 |
| 2022       | Al fondo hay sitio                    | Anita Miller                        |                          |
| 2023-2024  | Papá en apuros                        | Emilia Santillana                   | Rol principal            |
| Películas  |                                       |                                     |                          |
| Año        | Título                                | Rol                                 | Notas                    |
| 2008       | Dioses                                | Claudia                             |                          |
| 2014       | A los 40                              |                                     |                          |
| 2015       | Asu mare 2                            | Madre de Emilia                     |                          |
| 2014       | Gemelos sin cura                      | Doctora Salas                       |                          |
| 2022       | Busco novia                           | Doctora Salas                       |                          |

## Premios y nominaciones
| Año  | Premio                       | Categoría              | Trabajo            | Resultado | Ref.   |
| ---- | ---------------------------- | ---------------------- | ------------------ | --------- | ------ |
| 2012 | Premios Luces de El Comercio | Mejor actriz de teatro | Chicago            | Nominada  |        |
| 2013 | Premios Luces de El Comercio | Mejor actriz de TV     | Al fondo hay sitio | Nominada  |        |
| 2013 | Premios Luces de El Comercio | Mejor obra del año     | El chico de Oz     | Ganadores |        |
| 2024 | Premios Luces de El Comercio | Mejor actriz de TV     | Papá en apuros     | Nominada  | [ 31 ] |